# Jatiwaringin
Jatiwaringin is een bestuurslaag in het regentschap Kota Bekasi van de provincie West-Java, Indonesië. Jatiwaringin telt 45.858 inwoners (volkstelling 2010).